# Oluf Borch de Schouboe (stiftamtmand)
 Der er flere personer med dette navn, se Oluf Borch de Schouboe (statsråd).
Oluf Borch de Schouboe (26. oktober 1689 i Odense – 4. eller 5. marts 1763 i Aarhus) var en dansk stiftamtmand og justitiarius i Højesteret, bror til Christian Schouboe.
Han var en søn af borgmester i Odense Jens Christensen Schouboe til Margård (1642-1719) og Margrethe West (1664-1728), blev 1721 assessor i Hofretten, 1726 assessor i Højesteret og 1743 justitiarius sammesteds. 1758 udnævntes han til stiftamtmand i Aarhus Stift samt amtmand over Havreballegård og Stjernholm Amter, hvilke embeder han beklædte til sin død, natten mellem 4. og 5. marts 1763. Han var 1728 blevet justitsråd, 1741 etatsråd og 1747 konferensråd. Sidstnævnte år optoges han tillige i den danske adelstand under navnet de Schouboe, og 1759 tildeltes ham Dannebrogordenen.
23. august 1730 blev han gift med Ulrikke Antoinette Albertin (d 30. april 1790), en datter af højesteretsadvokat Brostrup Albertin til Gundetved og Charlotte Amalie f. West.
Han er begravet i Vor Frue Kirke.